# 데이비드 라임
데이비드 라임(영어: David Lyme, 본명: 호르헤 쿠비노 베르메호(스페인어: Jorge Cubino Bermejo), 1966년 11월 22일 ~ )은 스페인의 가수이다. 원래는 오페라 가수로 시작했으나 나중에 이탈로 디스코를 발견하면서 전향하게 된다. 1985년부터 1990년까지 스페인에서 이탈로 디스코 음악을 변형한 "사바델 사운드"(Sabadell sound) 음악을 발표하면서 큰 인기를 얻었다.

## 음반

### 정규 음반
- 《Like a Star》 (1986)
- 《Lady》 (1988)

### 싱글
- 《Bambina》 (1985)
- 《Let's Go to Sitges》 (1985)
- 《Playboy》 (1986)
- 《I Don't Wanna Lose You》 (1986)
- 《Bye Bye Mi Amor》 (1987)
- 《Never Say You Love Me》 (1988)
- 《Lady》 (1988)
- 《Perestroika》 (1990)